# Stadionul Ajinomoto
Stadionul Ajinomoto (în japoneză 味の素スタジアム), cunoscut și sub denumirea de Stadionul Tokyo în Liga Campionilor AFC, este un stadion polivalent din Chōfu, Tokyo, Japonia. Stadionul a fost fondat la Kantō Mura, zona de reamenajare folosită anterior de Forțele Statelor Unite ale Americii în Japonia, în martie 2001. A fost primul stadion din Japonia care și-a oferit drepturile de denumire, care au fost vândute către Ajinomoto Co., Inc., cu un contract pe 5 ani în valoare de aproximativ 10 milioane de dolari), din martie 2003 până în februarie 2008. Drept urmare, a fost numit Ajinomoto Stadium (味の素スタジア Ajinomoto Sutajiamu). Acest contract a fost reînnoit în noiembrie 2007 și a fost prelungit cu 6 ani pentru 11 milioane de dolari până în februarie 2014, iar în octombrie 2013, a doua reînnoire a contractului a prelungit termenul până în februarie 2019.